# Félix Moreno (escritor)
Félix Moreno Astray (1841 - 1880) exsacerdote católico, pastor y misionero protestante y escritor español.

## Biografía
Fue sacerdote católico de la diócesis de Santiago de Compostela y uno de los escritores precursores, según su biógrafo Manuel Murguía, del regionalismo gallego. Como otro de los regionalistas, Curros Enríquez, empezó a aproximarse al presbiterianismo. Convertido ya al protestantismo, en sus últimos años se inscribió en la Iglesia Evangélica de Madrid para formarse como pastor. Marchó como misionero a la archidiócesis de Toledo en 1870 y allí, en el pueblo de Camuñas, con ayuda de su alcalde republicano federal, Luis Villaseñor, permanecerá varios años logrando convertir a noventa familias, éxito extraordinario, puesto que el culto protestante perdura hasta la actualidad. Allí celebró cultos domingos y jueves y junto con su esposa abrió una escuela de niños y niñas con un éxito tal que casi no cabían. Jorge Fliedner describe a Félix Moreno "como hombre bajito pero muy activo" que quiso llevar el evangelio a los pueblos limítrofes. En efecto, en 1874 Moreno Astray se trasladó a Alcázar de San Juan y allí, mientras colaboraba ocasionalmente con El Heraldo Gallego , comenzó a publicar un periódico, El Correo de la Mancha (1874-1875), retando, desde el primer número a discusión a los eclesiásticos del contorno. Aceptó uno de ellos; pero, llegado el día de la controversia, se excusó Astray, limitándose a continuar su campaña contra La Crónica de Ciudad Real. Sin embargo su éxito no pudo repetirse, porque murió prematuramente; están por recogerse sus interesantes artículos de prensa.

## Obras
- Santiago pintoresca, monumental, artística y literaria. Historia de la ciudad compostelana, Santiago de Compostela, Imprenta de José R. Rubial, 1863. En 1864 imprimió varios apéndices.
- El viagero en la ciudad de Santiago Santiago: P. editor, 1865.